# Serhan Zengin
Serhan Zengin (* 11. April 1990 in Bremen) ist ein deutsch-türkischer Fußballspieler. Er wird im Mittelfeld eingesetzt.

## Laufbahn
Serhan Zengin begann das Fußballspielen bei Werder Bremen und spielte in der Jugend ausschließlich für diesen Verein. So wurde er sowohl mit der U-15, als auch mit der U-19 Norddeutscher Meister. Zur Saison 2009/10 wurde er schließlich Teil des Kaders der zweiten Seniorenmannschaft. Gleich am 1. Spieltag dieser Spielzeit gab er sein Profidebüt, als er beim torlosen Unentschieden gegen den FC Rot-Weiß Erfurt durchspielte. Auch in der zweiten Partie der Saison stand er in der Startformation, wurde danach aber fast nur noch als Einwechselspieler eingesetzt. Daraufhin wurde sein im Sommer 2010 auslaufender Vertrag nicht verlängert.
Nach einem halben Jahr Vereinslosigkeit wurde das Bremer Eigengewächs von der zweiten Mannschaft des FC St. Pauli unter Vertrag genommen.
Dort kam er aber nur in vier Spielen zum Zug, so dass er zur neuen Saison wieder nach Bremen zurückkehrte und beim FC Oberneuland anheuerte. Sein erstes Spiel bestritt Zengin dort im DFB-Pokal, als man dem FC Ingolstadt 04 mit 1:4 unterlag. Nach einer Saison beim SV Wilhelmshaven wechselte er 2014 zum VfB Oldenburg. Im Winter 2015 Wechselte er zum BSV Rehden.